# Tien Chien I
Die Tien Chien I (chinesisch 天劍1型, Pinyin Tiānjiàn yī xíng, W.-G. T’ien chien yi hsing, englisch Sky Sword I, kurz TC-1) ist eine Kurzstrecken-Luft-Luft-Rakete der Luftstreitkräfte der Republik China (Taiwan). Die Entwicklung der Waffe begann Mitte der 1980er-Jahre am Chungshan Institute of Science and Technology. Ziel der Entwicklung war eine nach dem Fire-and-Forget-Prinzip einsetzbare Rakete, die sehr präzise und auch extreme Manöver fliegen können sollte. Die Indienststellung erfolgte 1993.
Sie wird auch als Kurzstrecken-Boden-Luft-Rakete genutzt.